# Yokoze
Yokoze (横瀬町?) è una cittadina giapponese della prefettura di Saitama.